# Grande Prêmio da Grã-Bretanha de 2013
O Grande Prêmio da Grã-Bretanha de 2013 foi a oitava corrida da temporada de 2013 da Fórmula 1. A prova foi disputada no dia 30 de Junho no Circuito de Silverstone, no vilarejo de Silverstone.
O vencedor foi Nico Rosberg, em segundo ficou Mark Webber e em terceiro ficou Fernando Alonso.

## Classificação

### Treinos classificatórios
| Pos.                    | No. | Piloto              | Equipe               | Q1       | Q2       | Q3       | Grid |
| ----------------------- | --- | ------------------- | -------------------- | -------- | -------- | -------- | ---- |
| 1                       | 10  | Lewis Hamilton      | Mercedes             | 1:30.995 | 1:31.224 | 1:29.607 | 1    |
| 2                       | 9   | Nico Rosberg        | Mercedes             | 1:31.355 | 1:31.028 | 1:30.059 | 2    |
| 3                       | 1   | Sebastian Vettel    | Red Bull-Renault     | 1:31.559 | 1:30.990 | 1:30.211 | 3    |
| 4                       | 2   | Mark Webber         | Red Bull-Renault     | 1:31.605 | 1:31.002 | 1:30.220 | 4    |
| EX                      | 14  | Paul di Resta       | Force India-Mercedes | 1:32.062 | 1:31.291 | 1:30.736 | 211  |
| 5                       | 19  | Daniel Ricciardo    | Toro Rosso-Ferrari   | 1:32.097 | 1:31.182 | 1:30.757 | 5    |
| 6                       | 15  | Adrian Sutil        | Force India-Mercedes | 1:32.002 | 1:31.097 | 1:30.908 | 6    |
| 7                       | 8   | Romain Grosjean     | Lotus-Renault        | 1:31.466 | 1:31.530 | 1:30.955 | 7    |
| 8                       | 7   | Kimi Räikkönen      | Lotus-Renault        | 1:31.400 | 1:31.592 | 1:30.962 | 8    |
| 9                       | 3   | Fernando Alonso     | Ferrari              | 1:32.266 | 1:31.387 | 1:30.979 | 9    |
| 10                      | 5   | Jenson Button       | McLaren-Mercedes     | 1:31.979 | 1:31.649 |          | 10   |
| 11                      | 4   | Felipe Massa        | Ferrari              | 1:32.241 | 1:31.779 |          | 11   |
| 12                      | 18  | Jean-Éric Vergne    | Toro Rosso-Ferrari   | 1:32.105 | 1:31.785 |          | 12   |
| 13                      | 6   | Sergio Pérez        | McLaren-Mercedes     | 1:31.953 | 1:32.082 |          | 13   |
| 14                      | 11  | Nico Hülkenberg     | Sauber-Ferrari       | 1:32.168 | 1:32.211 |          | 14   |
| 15                      | 16  | Pastor Maldonado    | Williams-Renault     | 1:32.512 | 1:32.359 |          | 15   |
| 16                      | 17  | Valtteri Bottas     | Williams-Renault     | 1:32.664 |          |          | 16   |
| 17                      | 12  | Esteban Gutiérrez   | Sauber-Ferrari       | 1:32.666 |          |          | 17   |
| 18                      | 20  | Charles Pic         | Caterham-Renault     | 1:33.866 |          |          | 18   |
| 19                      | 22  | Jules Bianchi       | Marussia-Cosworth    | 1:34.108 |          |          | 19   |
| 20                      | 21  | Giedo van der Garde | Caterham-Renault     | 1:35.481 |          |          | 222  |
| 21                      | 23  | Max Chilton         | Marussia-Cosworth    | 1:35.858 |          |          | 20   |
| 107% do tempo: 1:37.364 |     |                     |                      |          |          |          |      |
| Fonte:                  |     |                     |                      |          |          |          |      |

Notas:
- ↑1  — Paul di Resta foi desclassificado após a verificação do peso do carro após o treino, sendo reposicionado na última posição.[2] Em função da penalização de Giedo van der Garde, largou na penúltima posição do grid.
- ↑2  — Giedo van der Garde perdeu cinco posições no grid por causa do envolvimento no acidente com Nico Hülkenberg na corrida anterior.[3] Posteriormente foi penalizado novamente pela troca da caixa de marchas e largou em último.[4]

### Corrida
| Pos.   | No. | Piloto              | Equipe               | foltas | Tempo/Abandono | Grid | Pontos |
| ------ | --- | ------------------- | -------------------- | ------ | -------------- | ---- | ------ |
| 1      | 9   | Nico Rosberg        | Mercedes             | 52     | 1:32:59.456    | 2    | 25     |
| 2      | 2   | Mark Webber         | Red Bull-Renault     | 52     | +0.765         | 4    | 18     |
| 3      | 3   | Fernando Alonso     | Ferrari              | 52     | +7.124         | 9    | 15     |
| 4      | 10  | Lewis Hamilton      | Mercedes             | 52     | +7.756         | 1    | 12     |
| 5      | 7   | Kimi Räikkönen      | Lotus-Renault        | 52     | +11.257        | 8    | 10     |
| 6      | 4   | Felipe Massa        | Ferrari              | 52     | +14.573        | 11   | 8      |
| 7      | 15  | Adrian Sutil        | Force India-Mercedes | 52     | +16.335        | 6    | 6      |
| 8      | 19  | Daniel Ricciardo    | Toro Rosso-Ferrari   | 52     | +16.543        | 5    | 4      |
| 9      | 14  | Paul di Resta       | Force India-Mercedes | 52     | +17.943        | 21   | 2      |
| 10     | 11  | Nico Hülkenberg     | Sauber-Ferrari       | 52     | +19.709        | 14   | 1      |
| 11     | 16  | Pastor Maldonado    | Williams-Renault     | 52     | +21.135        | 15   |        |
| 12     | 17  | Valtteri Bottas     | Williams-Renault     | 52     | +25.094        | 16   |        |
| 13     | 5   | Jenson Button       | McLaren-Mercedes     | 52     | +25.969        | 10   |        |
| 14     | 12  | Esteban Gutiérrez   | Sauber-Ferrari       | 52     | +26.285        | 17   |        |
| 15     | 20  | Charles Pic         | Caterham-Renault     | 52     | +31.613        | 18   |        |
| 16     | 22  | Jules Bianchi       | Marussia-Cosworth    | 52     | +36.097        | 19   |        |
| 17     | 23  | Max Chilton         | Marussia-Cosworth    | 52     | +1:07.660      | 20   |        |
| 18     | 21  | Giedo van der Garde | Caterham-Renault     | 52     | +1:07.759      | 22   |        |
| 19     | 8   | Romain Grosjean     | Lotus-Renault        | 51     | Handling       | 7    |        |
| 20     | 6   | Sergio Pérez        | McLaren-Mercedes     | 46     | Puncture       | 13   |        |
| Ret    | 1   | Sebastian Vettel    | Red Bull-Renault     | 41     | Gearbox        | 3    |        |
| Ret    | 18  | Jean-Éric Vergne    | Toro Rosso-Ferrari   | 35     | Puncture       | 12   |        |
| Fonte: |     |                     |                      |        |                |      |        |